# 姜茂生
姜茂生（1911年—1985年），中国人民解放军将领、中国人民解放军开国少将。
曾任中国人民解放军第47军副参谋长。1955年，授予中国人民解放军少将。